# Lademoen Station
Lademoen Station (Lademoen stasjon eller Lademoen stoppested) er en jernbanestation på Nordlandsbanen, der ligger i bydelen Nedre Elvehavn i Trondheim i Norge. Stationen består af et spor og en perron med et læskur. Den ligger ved et område med mange forretninger og kontorer.

## Historie
Stationen er blevet flyttet et par gange i tidens løb. Den blev oprindeligt oprettet som holdeplads 15. maj 1904 ved 0,99 km, 50 m øst for den nuværende station, for at betjene den hurtigt voksende østlige bydel i Trondheim. I 1906 opførtes en stationsbygning efter tegninger af Paul Armin Due. Stationen blev nedgraderet til ubemandet trinbræt 15. oktober 1960. 28. maj 1967 blev den erstattet af en ny 800 m længere mod nordøst ved 1,77 km. Den nye station overtog navnet Lademoen men blev omdøbt til Lilleby 8. januar 2006.
I 1972 skulle jernbanebroen Nidelv bru mellem Lademoen og Brattøra bygges om, hvilket betød at jernbaneforbindelsen fra Trondheim mod øst blev afskåret. Den gamle station blev derfor genåbnet som endestation for lokaltogene til Stjørdal fra 1. september til 8. december 1982 under navnet Strandveien midlertidige stasjon.
Den gamle station lå lige ved skibsværftet Trondhjems Mekaniske Værksted (TMV). Det blev nedlagt i 1983, og i 1990'erne begyndte etableringen af den nye bydel Nedre Elvehavn. Den første etape med indkøbscentret Solsiden stod klar i 2000. Erhvervslivet og politikerne ønskede at betjene den nye bydel med tog, og i 2006 stod en ny station klar på næsten samme sted som den gamle fra 1904. Erhvervslivet ville kalde stationen Nedre Elvehavn, mens de lokale beboerforeninger foretrak det traditionelle navn Lademoen. For at tilfredsstille begge parter valgte NSB at kalde stationen Lademoen / Nedre Elvehavn i sine køreplaner. Stationen fra 1967 blev som nævnt omdøbt til Lilleby i 2006.
Den nye station stod færdig i januar 2006 men blev ikke taget i brug før 7. januar 2007. Forsinkelsen skyldtes en konflikt mellem Jernbaneverket og Statens jernbanetilsyn, der ikke ville godkende de sikkerhedsmæssige løsninger omkring den nye station. Signalteknisk ligger den indenfor Trondheim Centralstations grænser, hvilket var en udfordring for de tilsynsførende.
De skiftende stationer lå og ligger alle på strækningen mellem Trondheim og Hell, der tidligere var en del af Meråkerbanen. 6. januar 2008 overgik strækningen imidlertid formelt til Nordlandsbanen.